# Plåten (Jomala, Åland)
Plåten är ett skär i Åland (Finland). Det ligger i Skärgårdshavet och i kommunen Jomala i landskapet Åland, i den sydvästra delen av landet. Ön ligger omkring 12 kilometer norr om Mariehamn och omkring 270 kilometer väster om Helsingfors.
Öns area är 0,8 hektar och dess största längd är 130 meter i nord-sydlig riktning. Närmaste större samhälle är Jomala, 6,2 km sydväst om Plåten.